# Băișoara, Cluj
Băișoara  (în maghiară Járabánya sau Kisbánya, în germană Kleingrub) este satul de reședință al comunei cu același nume din județul Cluj, Transilvania, România.

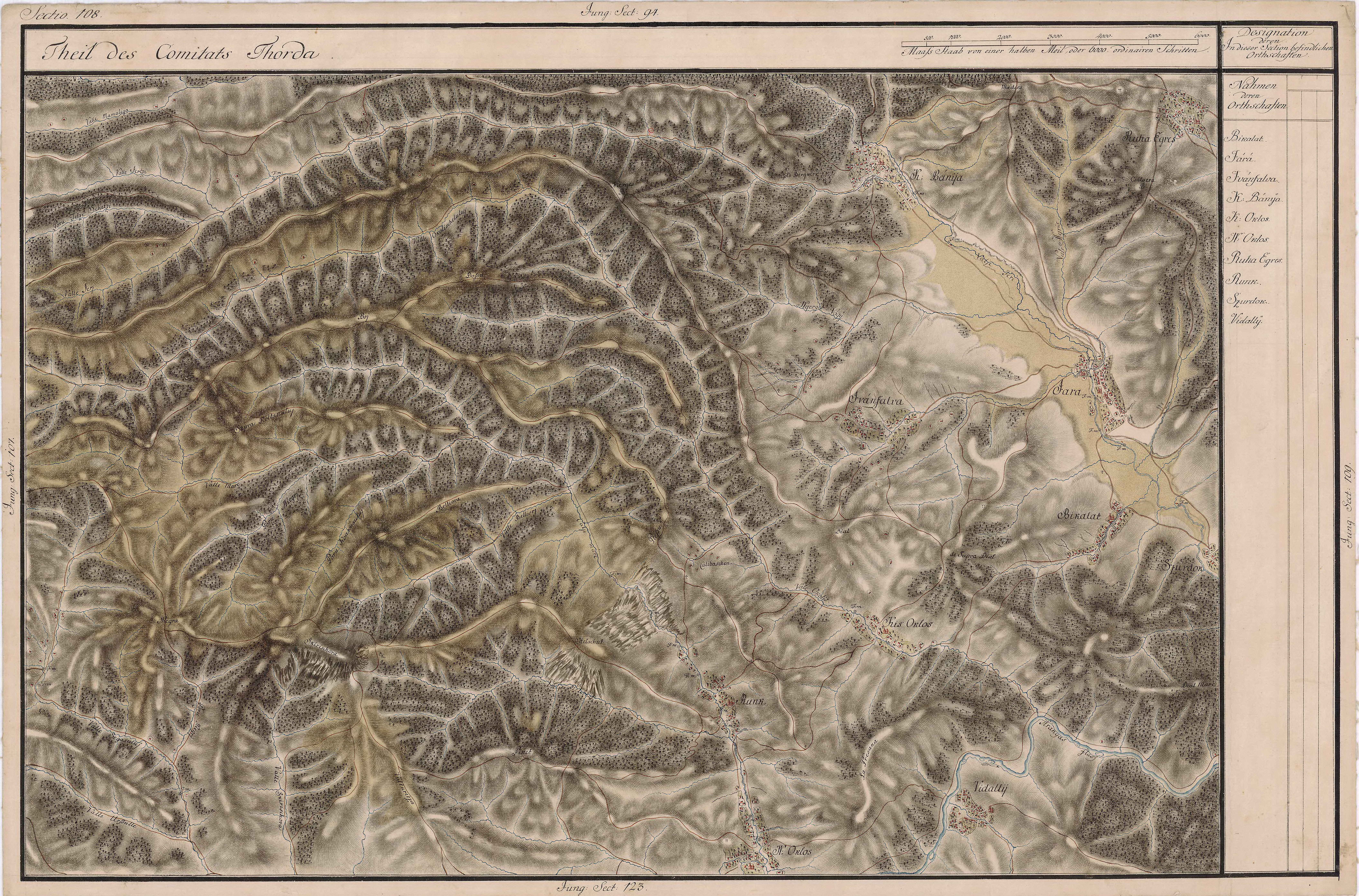
Băişoara pe Harta Iosefină a Transilvaniei din 1769-1773 (Sectio 108)

## Istoric
Prima menționare documentară a satului Băișoara este din 1426.
Pe Harta Iosefină a Transilvaniei din 1769-1773 (Sectio 108) satul Băișoara apare sub numele de K. Bánya (ceea ce înseamnă Kisbánya = Baia Mică, de la activitățile miniere locale din trecut).
La vest de Băișoara pe malul stâng al Văii Jerței (afluent al Văii Iara) pe Harta Iosefină din 1769-73  apare însemnarea „Gold Bergwerk“, care marchează prezența unei vechi exploatări de aur. In această zonă aurul a fost exploatat încă de pe vremea dacilor și romanilor. De la Potaissa (Turda) la Băișoara (via Buru și Iara) a existat un drum secundar roman care deservea exploatarea de aur.
Începuturile medievale ale așezării Băișoara se pierd in vechimea vremurilor, prima ei atestare documentară fiind târzie, abia in anul 1426  când Ladislau, fiul lui Petru, dorind să intre în stăpânirea moșiilor sale din Iara (Jara), Iara de Sus (Fel Jara), Băișoara (Banya), Ocolișel (Kys Aklos), Ocolișul Mare (Nagy Aklos), Cacova Ierii (Ivanfalva), Surduc (Szurduk), Rimetea (Remete), Borzesti (Berkes), Sandulesti (Szind), Cean (Csăn), Boldocz așezare de lângă Viișoara și Szent Ivan se lovește de împotrivirea ridicată de membrii familiei Szarkadi (Szarkad) si Franczias ce stăpâneau în prima jumătate a secolului al XV-lea, ca nobili de vază, demni de încredere, citați ca oameni de mărturie ai voievodului sau ai vicevoievodului Transilvaniei. 
Evident că nu putem să trecem peste problema semnificației numelui de Bánya, adică mină sau baie, pe care îl are așezarea de la prima mențiune documentară cât si în corelație cu altele care i-au succedat. Credem că începuturile închegării unei comunități medievale pot fi legate de exploatarea minieră din partea locului. După unele opinii mai vechi, evoluția așezării ar fi fost in corelație cu cea a Ierii, punct de vedere pe care îl considerăm realist si acceptabil, ingăduindu-ne să susținem următoarea evolutie.
Datorită resurselor subsolului, în hotarul ”de sus” al așezării Iara (Felső Jara), s-a dezvoltat cu timpul o exploatare minieră auriferă. De altfel, credem că această parte s-a numit în 1449 ”mina Ierii cu cele ce țin de ea” (Jarabanya cum suis apertinentiis. Tot pentru această zonă, în anul 1474 iulie 9, s-a încheiat o înțelegere între un Ioan (aurifaber) pentru o mină de aur deschisa în hotarul satului, prin care se reglementau împărțirea veniturilor minei între proprietarii ei, prilej cu care se pomenește de un privilegiu mai vechi pentru exploatarea minieră dată de regele Sigismund de Luxemburg (1387-1437) pe seama acesteia, urmând ca să se obțină de la regele Matei Corvinul (1458-1490) o copie a privilegiului pierdut.
În anul 1438, un document vorbește de possessio Oláhbánya, denumire care, evident, ne trimite cu gândul la componenta etnică româneasca a așezării. Această delimitare menționata in document putea să apară atunci când mai exista o mină similară de care trebuia diferențiată. O asemenea regulă era frecventă in epocă și exemple pot fi întâlnite in funcție și de alte criterii. Astfel, chiar în zonă documentelevorbesc de Iara de Jos (Also Jara) si Iara de Sus (Felső Jara), Ocolișul Mare (Nagyaklos) și Ocolișel (Kys Aklos) etc. Deci este firesc ca, de la o numire nedefinită de Bánya (Mina, Baie), să se ajungă la delimitări de genul celei de Oláhbanya (Mina, Baia Românească) care apoi s-a statornicit sub forma de Kysbanya, adica Băișoara.
Într-un cunoscut dicționar istoric al localitățiilor din Transilvania, denumirea Járabánya este considerată că ar fi o variantă a numelui de Băișoara, dar autorul o include și ca variantă a numelui de Iara. Cu toate acestea trebuie să arătăm că alte documente , precum cel din 26 marie 1440, pomenesc forma de Banya pentru aceeași așezare Băișoara, în august 1449, când guvernatorul Iancu de Hunedoara dăruiește lui Dionisie Farnasi și lui Kemeny mai multe posesiuni, între ele regăsind și Băișoara în forma Banya, consemnată printre alte așezări din zonă: Al JAra, Feljara, Banya, Bikal, Kis Aklos, Oklos, Szind și altele.
Trecerea în revistă a mențiunilor documentare de după anul 1470, adică din răstimpul secolelor XVI-XX, arată că s-a încetățenit forma maghiară de Kys Banya la care s-a alăturat și forma româneasca de Beisorta pentru Băișoara.
Pentru a înțelege mai corect situația trebuie să facem câteva precizări referitoare la cetatea Iara (castrum Iara) pe care documentele din secolul al XV-lea o mai numesc și Belwar.Așa, spre exemplu, în anul 1417 este pomenită ”possessio Jara et Jara cum castro similiter JAra alio nomine Belwar” alături de care este amintit domeniul cetății format din sate românești și ungurești.Potrivit datelor din anul 1438 între aceste sate și părți de sate aparținătoare domeniului cetății Iara erau Also Jara, Felő Jara, Surduk, Remete, Berkes, Szind, Boldocz si Olah Banya (Băișoara). Ultima mențiune documentară cunoscută a cetății Iara (Jarawar) în favoarea membrilor familiei vorbește de o zălogire a cetății Iara în favoarea membrilor familiei Zarkad, acțiune la care s-au opus familiile Jarai, Lupsa si altele. Nu știm în ce imprejurări cetatea cu domeniul ei dispare din acte, încercările de a o identifica în teren ducând la un câmp aflat în preajma așezării Poșaga de Sus, unde există to-ponimicul de Belwar. Credem totuși că cetatea a mai funcționat un timp. Astfel, domeniul ei, din care făcea parte și Băișoara, este pomenit într-un act din mai 1504, când regele Vladislav dăruiește pentru slujbe credincioase unui Kezeliczki Matyas părți de moșii din Băișoara (Kys Banya), Ocolișul Mic (Kys Oklos), Iara de Sus (Felseo Jara), Iară de Jos (Also JAra), Remetea, daruire la care s-au opus mai multe familii.
Revenind la problema identificării începuturilor medievale ale așezării Băișoara, pe baza celor sus pomenit dar și prin corelație cu evoluția unei alte așezări asemănătoare Baia de Arieș putem formula minatoarele idei. Possessio sau așezarea Băișoara își are înceăputurile cândva înainte de secolul al XV-lea, chiar dacă prima mențiune documentară este din anul 1426. A fost o așezare componentă a domeniului cetății Iara, un domeniu regal. Începuturile așezării se leagă de exploatarea minieră - auriferă, motiv pentru care se și numește Banya (mină,baie). Exploatarea aurului făcută și în epoca română este continuată, posibil cu întreruperi, încă din secolului al XIV-lea. Aparținând de domeniul cetății Iara, este firesc ca să întâlnim mențiunea de Jarabanya, adică ”mina Iarei”. Probabil că privilegiul dat de regele Sigismund de Luxemburg, la fel ca și cel acordat într-o perioadă apropiată Băii de Arieș, confirmată printr-o curioasă similitudine apoi pentr ambele mine de regele Matei Corvinul, să fi adus unele drepturi și reglementări legate de teritoriul din jurul minei. Legat de mină sau de minele de aur s-a dezvoltat treptat o altă așezare numită Olah Banya (Baia Română) sau mai târziu Băișoara (Kis Banya), componentă un timp al domeniului cetății IAra, iar ulterior ajunsă în stăpânirea mai multor familii nobiliare precum Jarai, Zichy, Csan, Lupsai, Zarkadi, Kende etc.
De altfel documentele păstrate pentru perioada anilor 1450-1540 fac dovada celor spuse. Astfel, spre exemplu, membri ai familiei Zarkadi își pierd treptat o parte din stăpânirile obținute în Băișoara prin zălogirea acestora în schimbul unor sume de bani luate ca împrumut în diferite situații în favoarea unor membri i familiei Lupșa. Tot pe calea unor împrumuturi neachitate familiei Csan își pierde o parte  posesiunilor de aici în favoarea comiților sării din Turda.
Interesantă este situația din anul 1482 octombrie 8, când un alt membru al aceleași familii se împrumută cu o sumă de bani și își întocmește testamentul, reglementând o eventuală succesiune în caz că ar muri. Toate măsurile sunt luate de cel în cauză pentru că era o mare molimă (pestilentia) și mureau mulți din această pricină și apoi, el era dator să meargă la oastea ridicată împotriva turcilor cei prea curzi și dușmani ai creștinătății. Evident că nu a fost singurul din Băișoara care s-a ridicat la oaste împotriva turcilor. Din păcate izvoarele tac iar faptele de vitejie sau dificil să refaci viața omului de rând, al tăranului obișnuit, pe care actele de cele mai multe ori nu-l pomenesc.
Dintr-un document din 1532 aflăm că pe apa Ierii funcționa o moară cu doua roți, că între Băișoara și apa Iarei, pe locul numit ”Valea lui Damos” (Damos welgye) se aflau sesii iobăgești cu pământul arător. Alte sesii similare, dar și cu fânețe, sunt menționate și în alte locuri. Cât despre cei care lucrau aceste sesii iobăgești, documentele vorbesc doar despre ”sesia” lui Brinde, de cea a lui Simion, a lui Lupp Mihail sau a lui Bancsul Românul. Alături de aceștia au fost, desigur, mai mulți care se îngrijeau de cultivarea pământului, cositul fânațe, creșterea animalelor, o parte cu mineritul dar și cu mânuirea armelor la nevoie.
Literatura de specialitate nu menționează existența vreunei cetăți medievale ridicate la Săcel-Băișoara. Cu toate acestea, încă de la sfârșitul secolului al XIX-lea descrierile geografice ale vremii consemnează o asemenea cetate, comparată cu cea de la Cacova Ierii. Ruinele acesteia se păstrează până azi în hotarul Săcelului și pot fi văzute în locul numit ”Cetate”, fiind atribuite de localnici voievodului Gelu. Desigur, nu putem să ignorăm această realitate care confirmă că în satul Săcel, comuna Băișoara, a existat în trecut o cetate cu rosturi evident defensive, ridicată probabil prin grija vreunui nobil mai înstărit. Totuși, credem că o limită acceptabilă pentru datarea ei poate fi a doua jumătate a secolului al XV-lea, începuturile înscriindu-se într-un context mai larg în care s-au ridicat multe alte cetăți pentru a asigura apărarea în fața unor eventuale hoarde de turci și tătari porniți dupa prăzi și scăpați în incursiuni de jaf. De altfel, localnicii perpetuează tradiția despre apartenența cetății unui ”grof” care și-ar fi închis aici propria fiică.

## Imagini

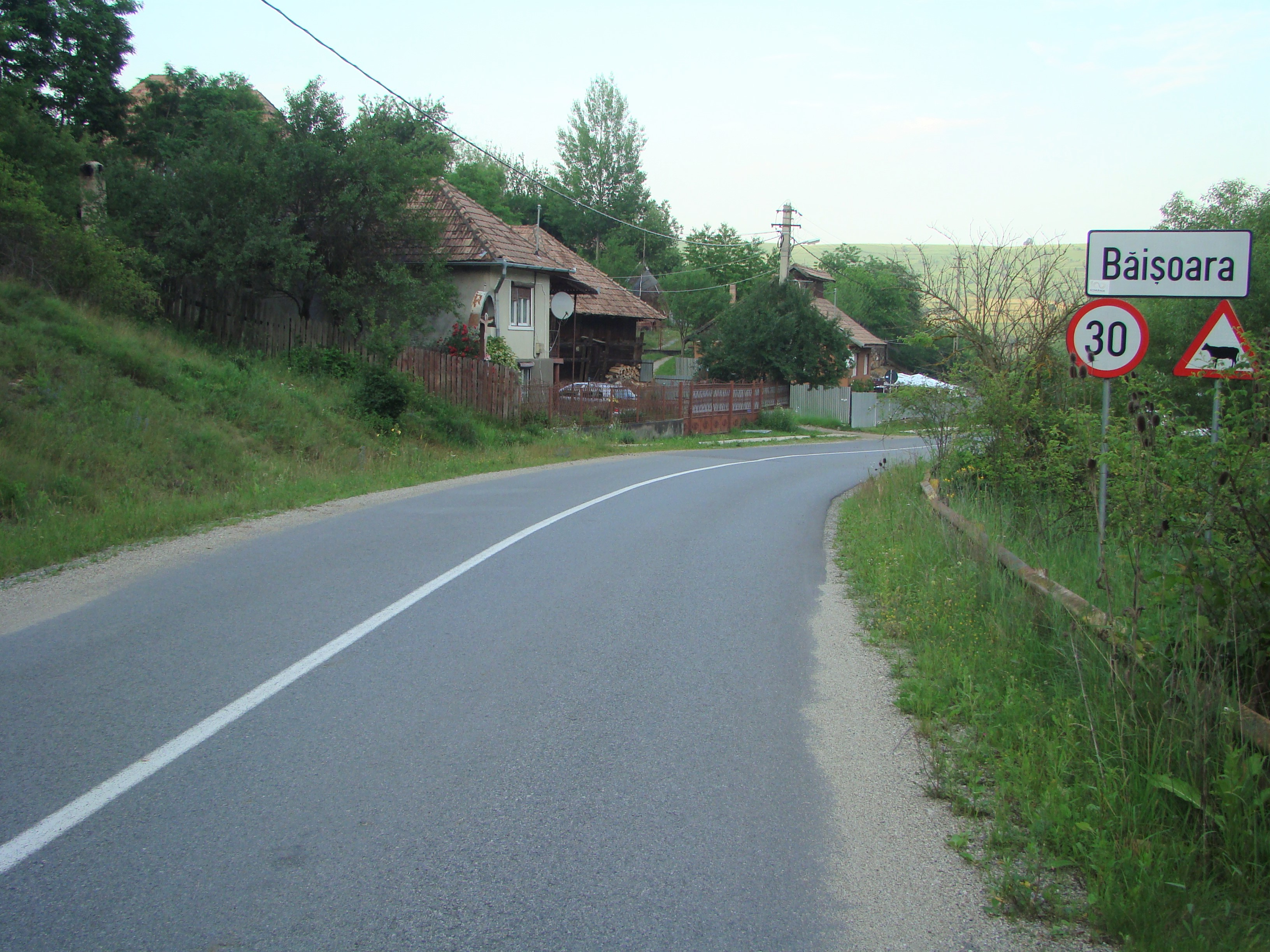
Intrarea în localitate
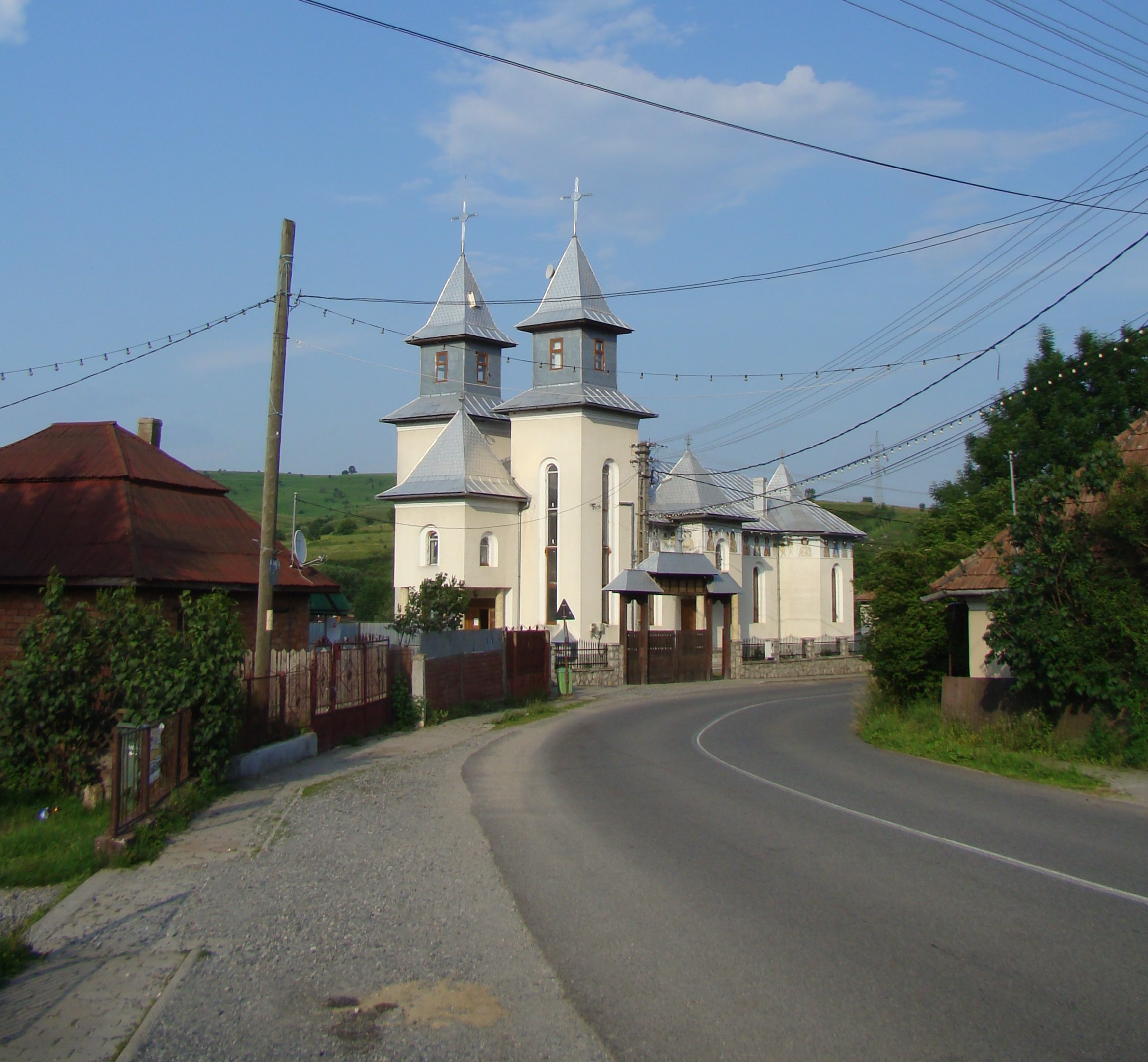
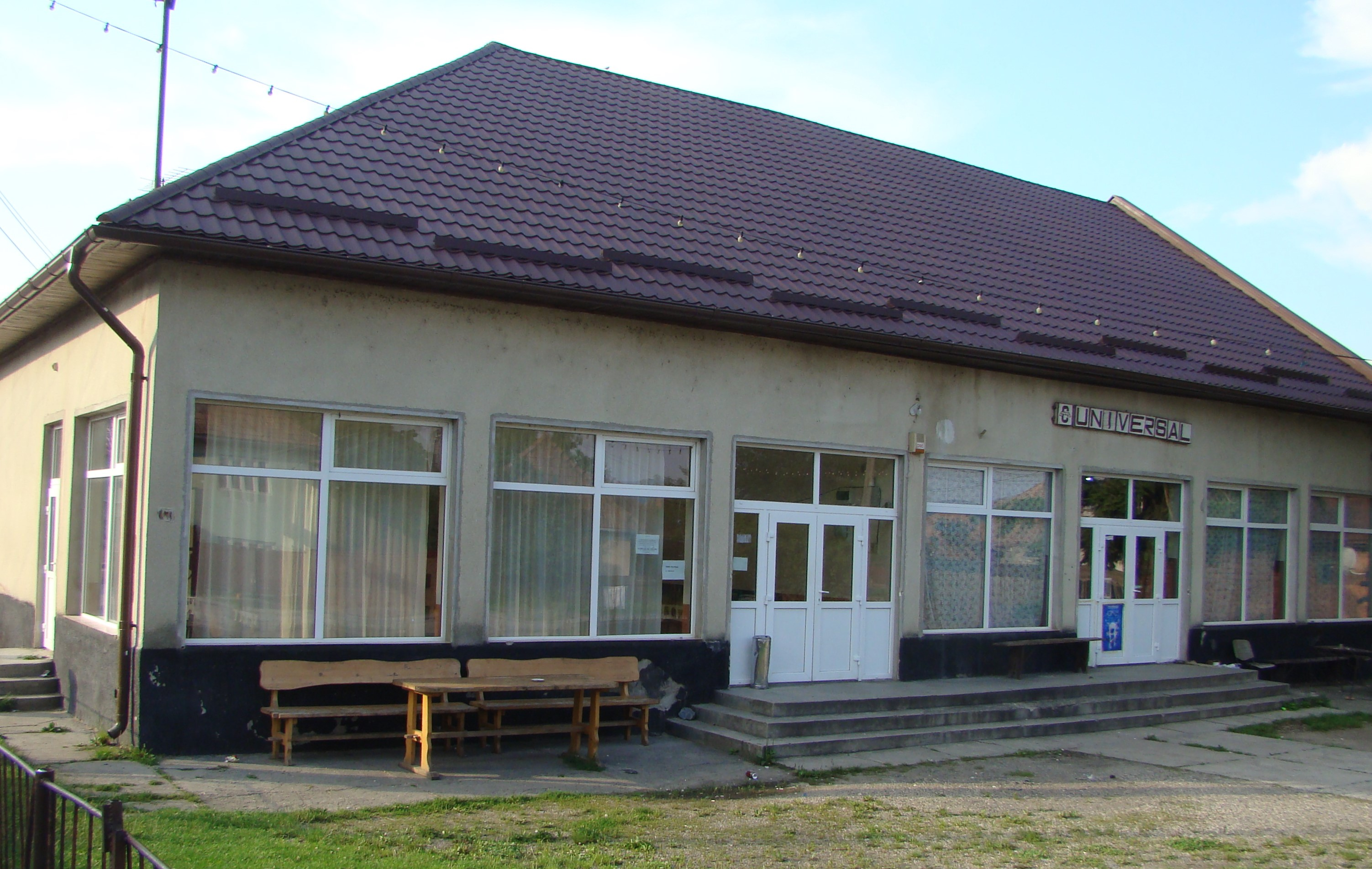
Magazinul sătesc
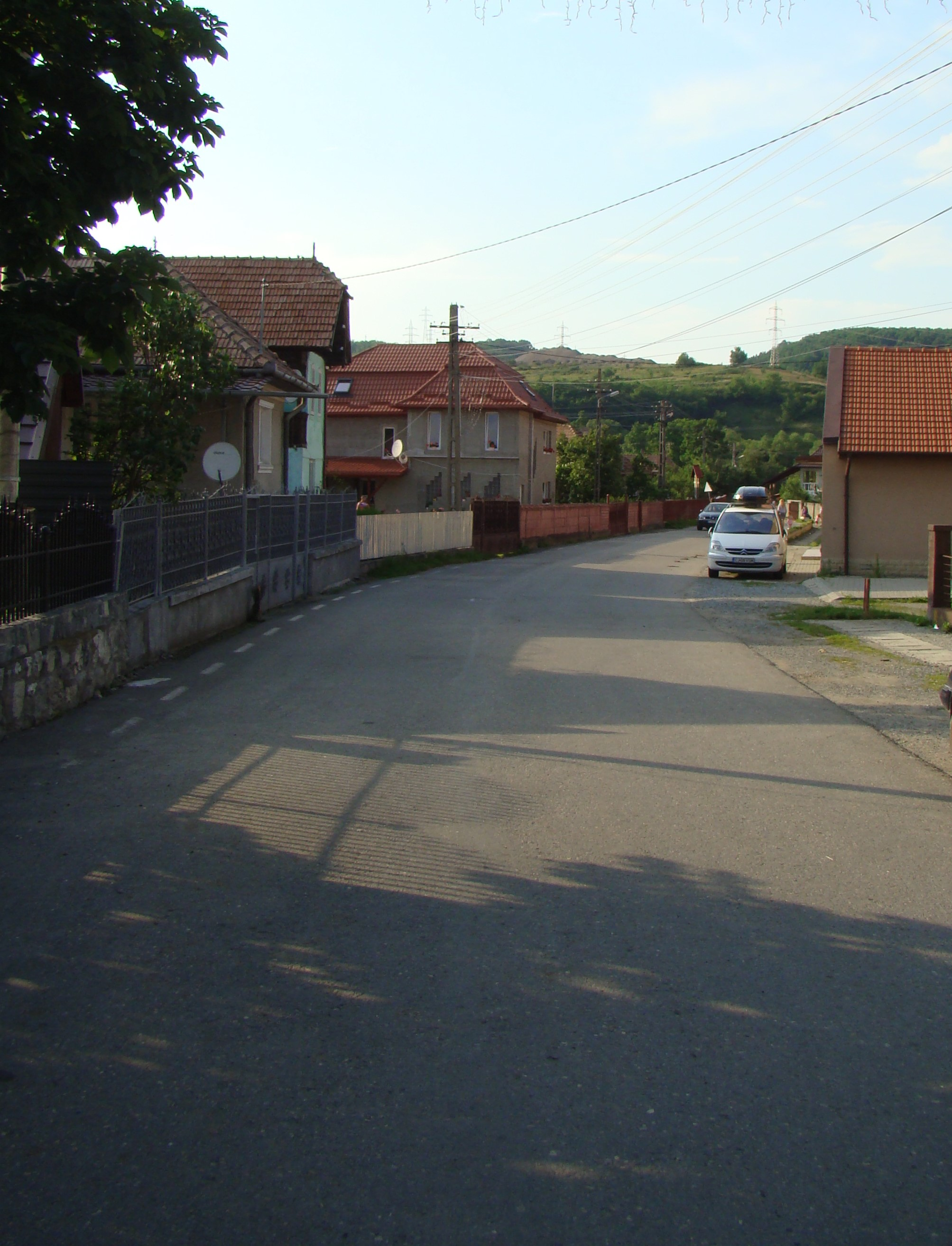
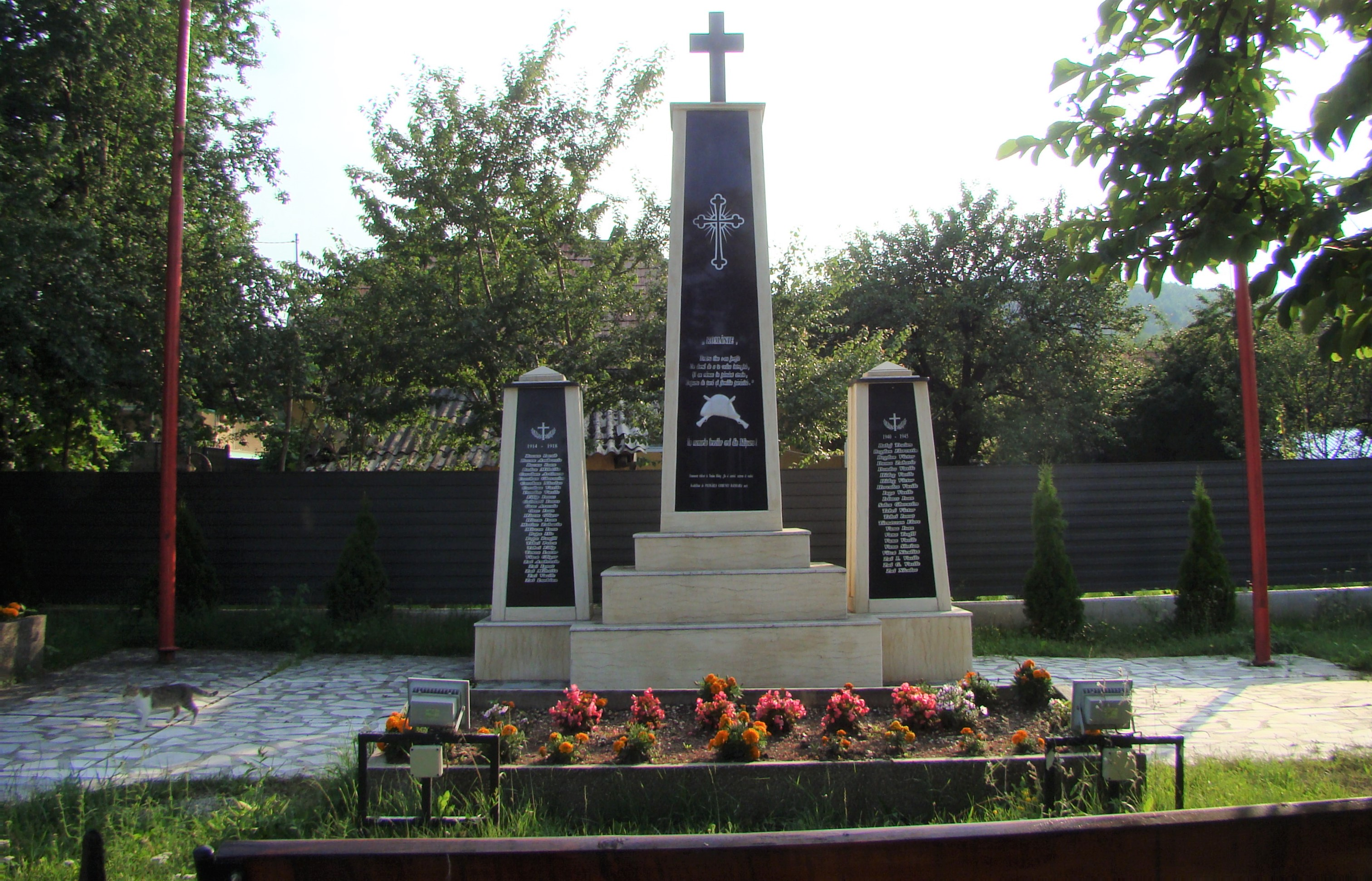
Monumentul eroilor
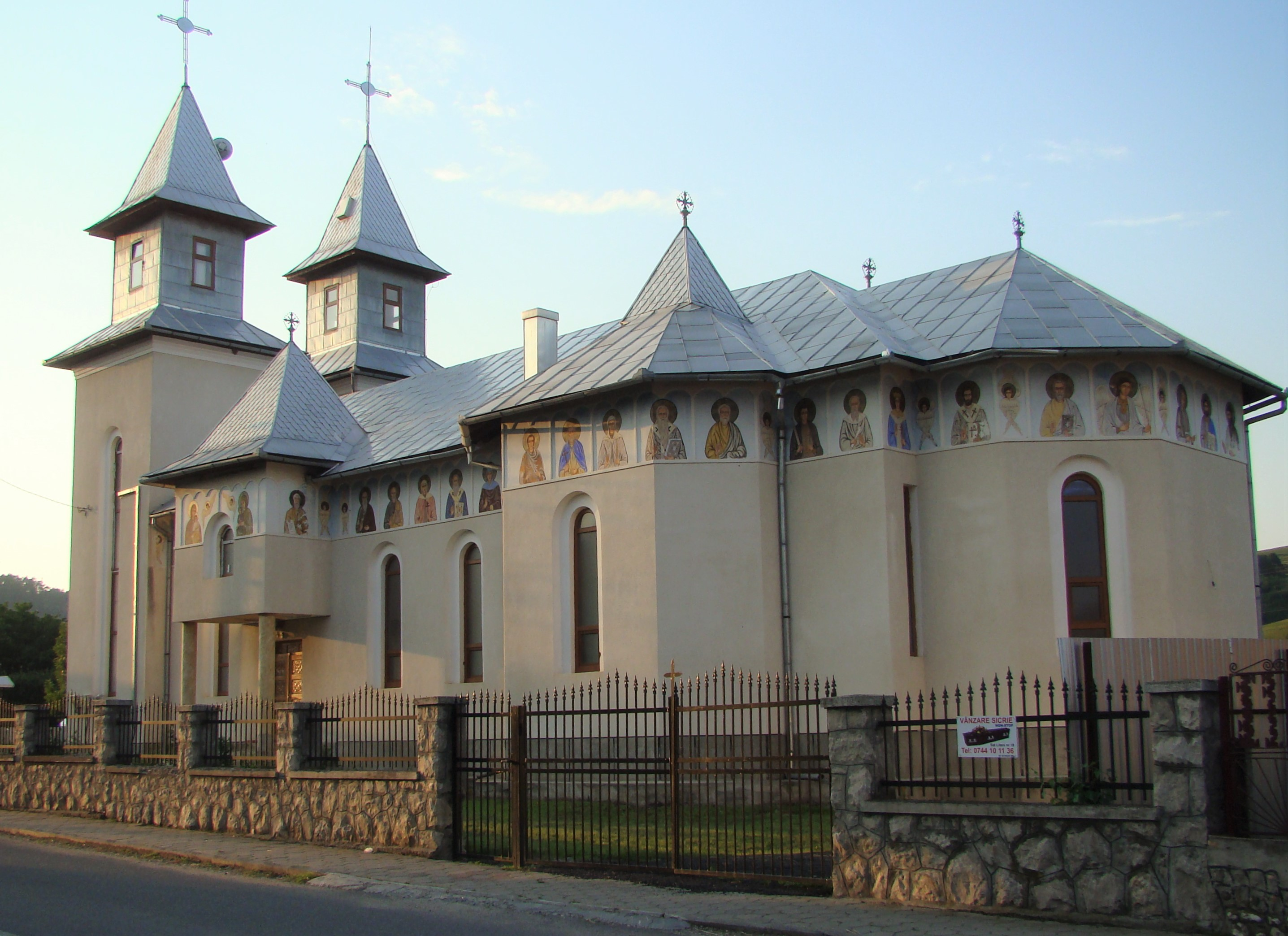
Biserica „Adormirea Maicii Domnului”
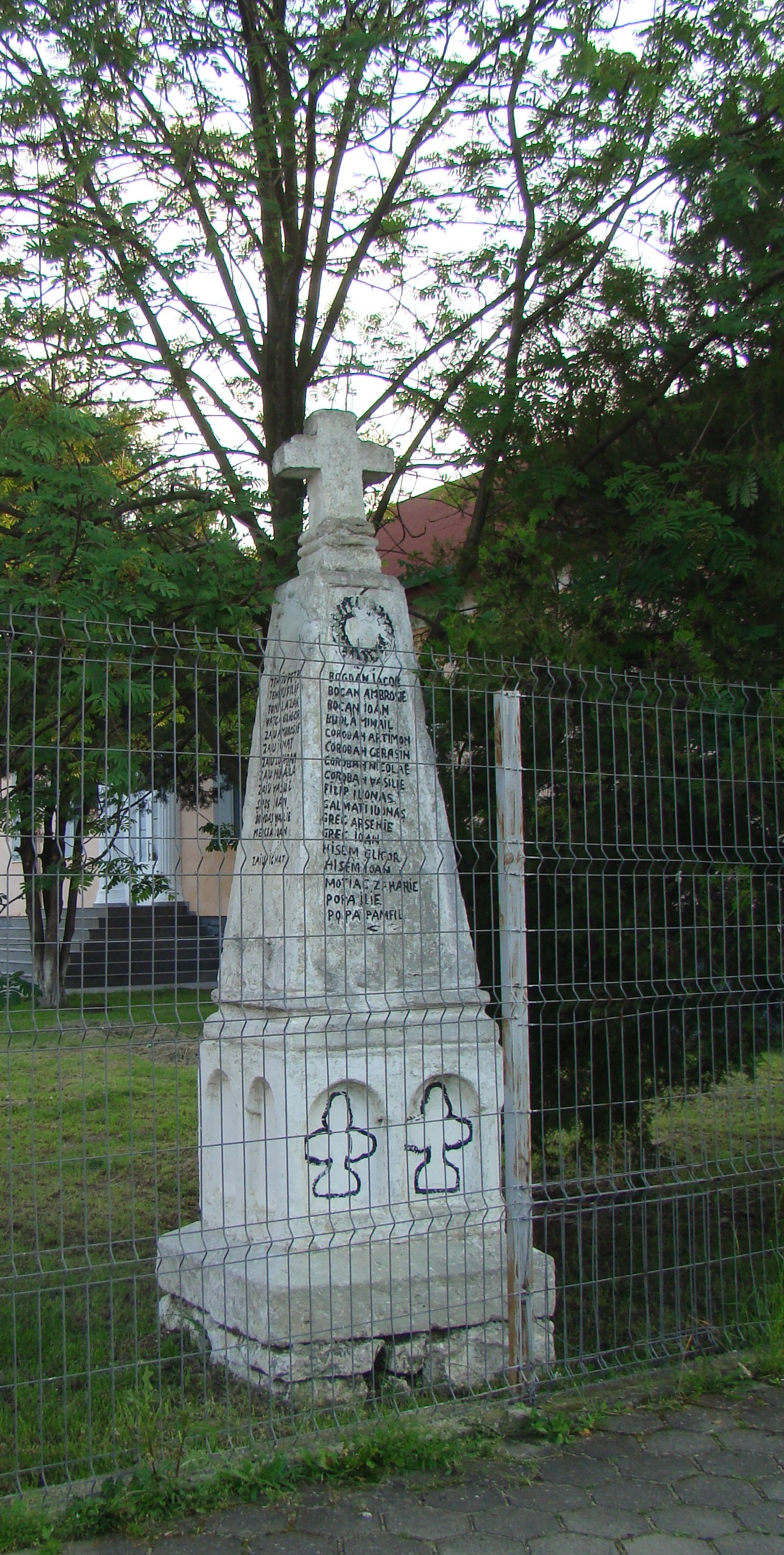
Al doilea monument al eroilor
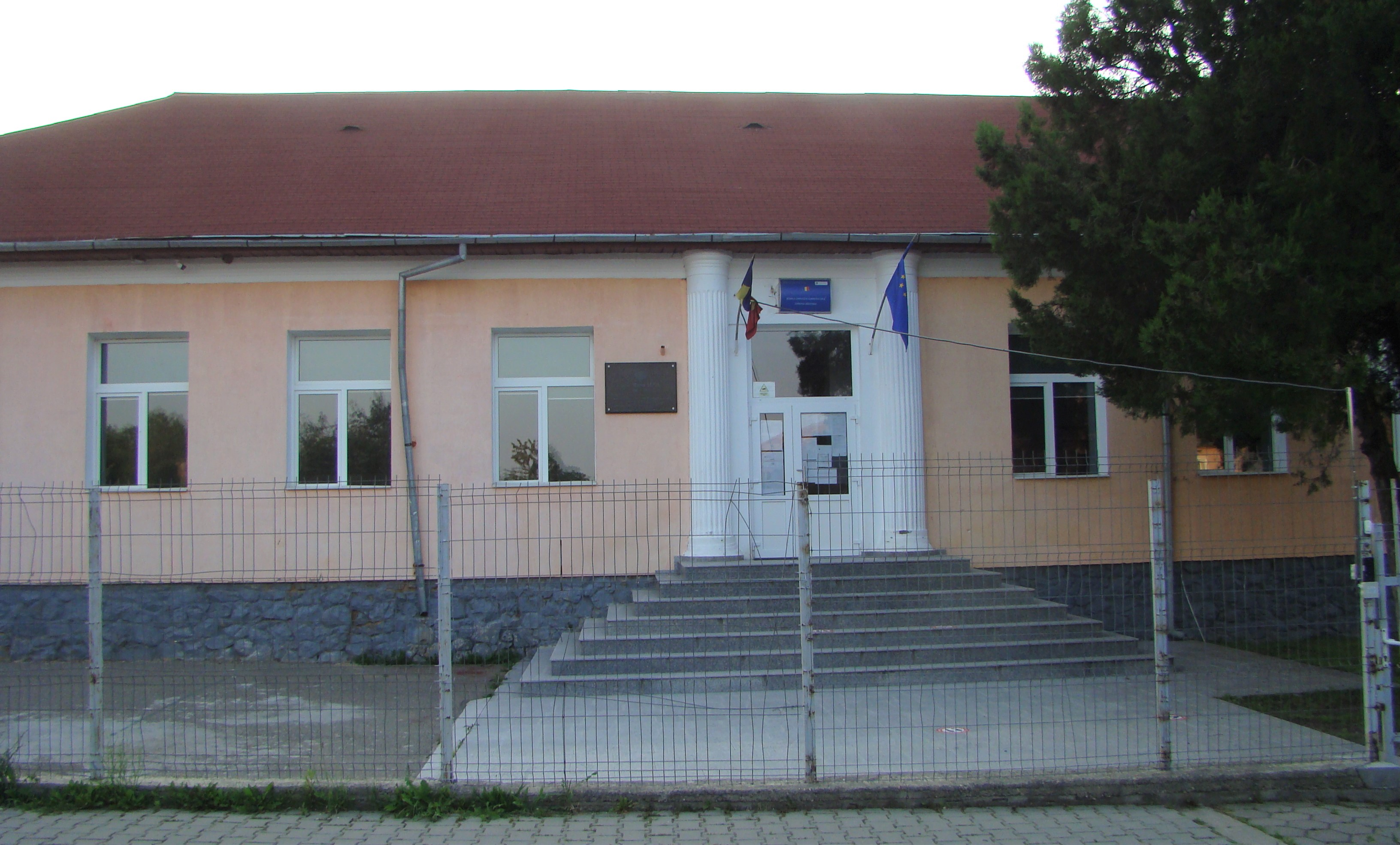
Școala gimnazială „Mircea Luca”
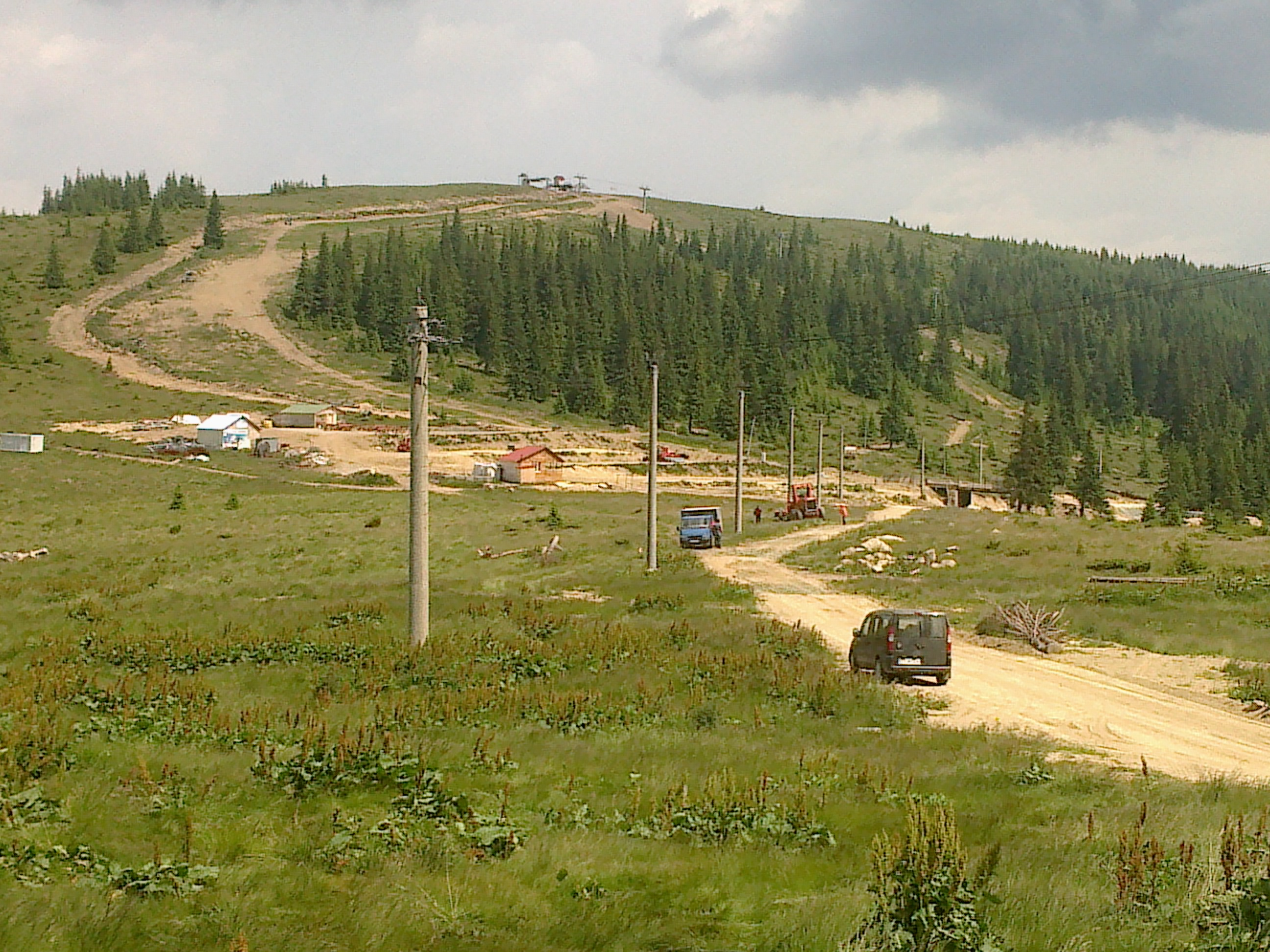
Buscat Resort
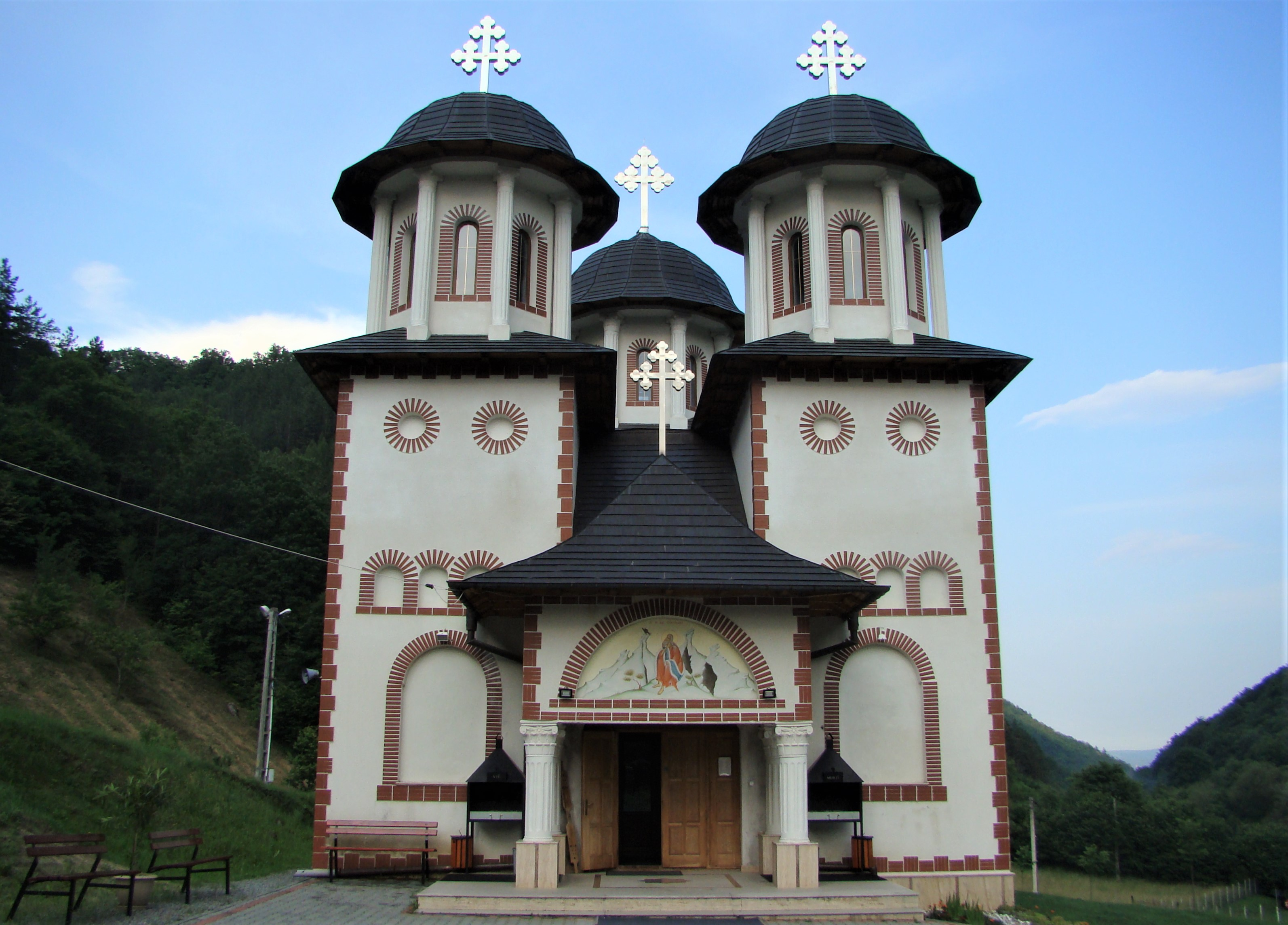
Mănăstirea „Sfântul Prooroc Ilie Tesviteanulˮ Băișoara
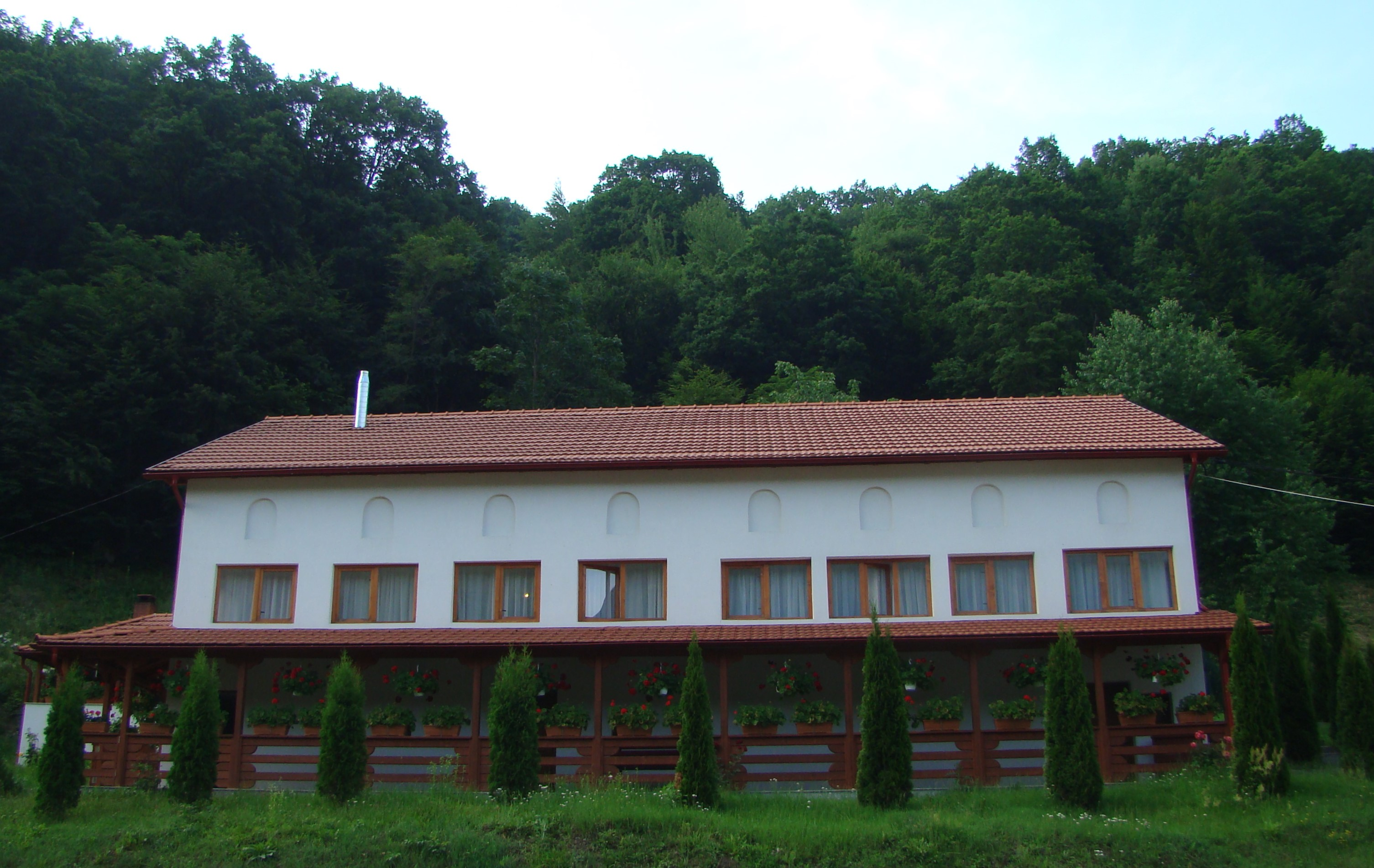
Chiliile
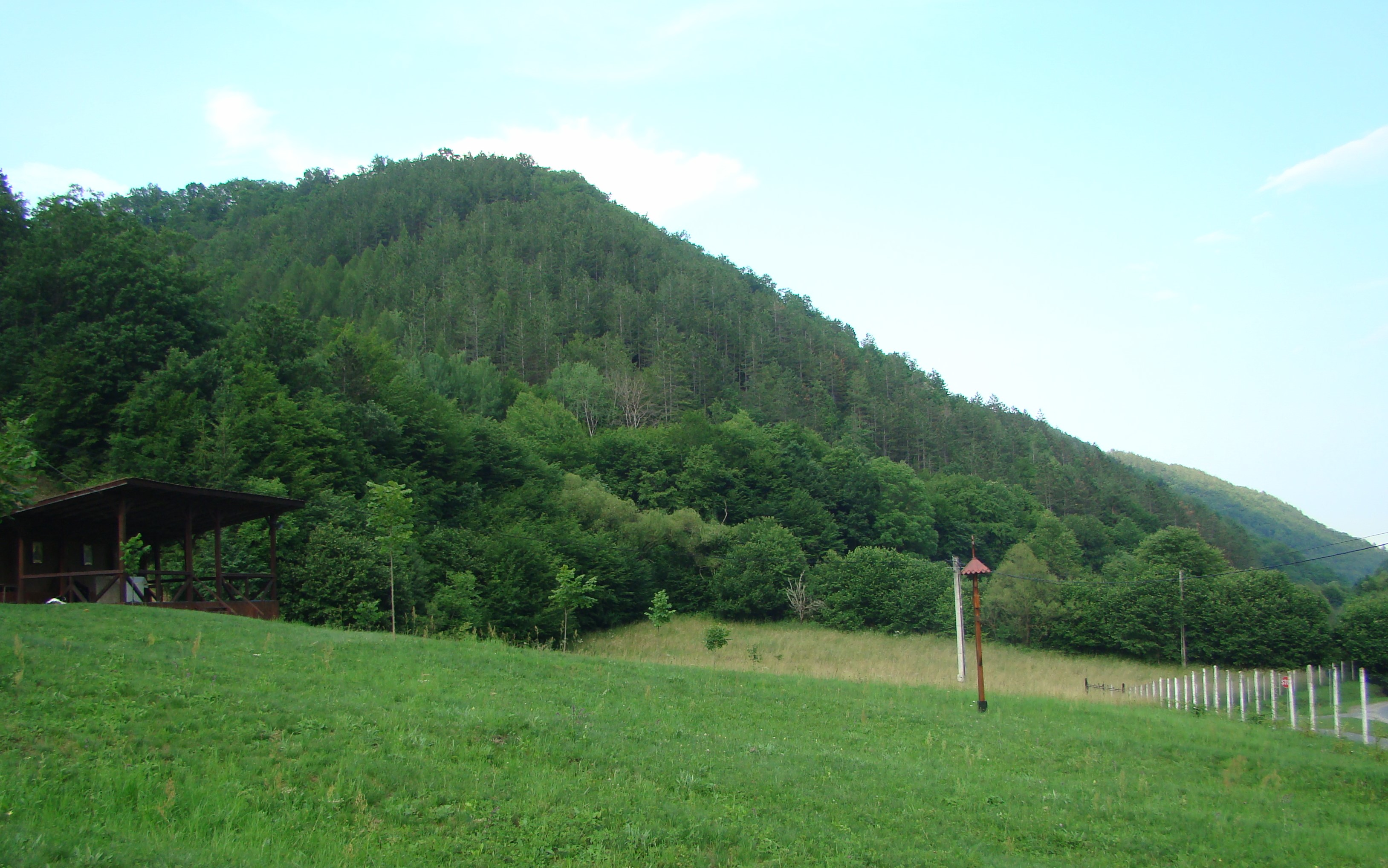
Împrejurimi
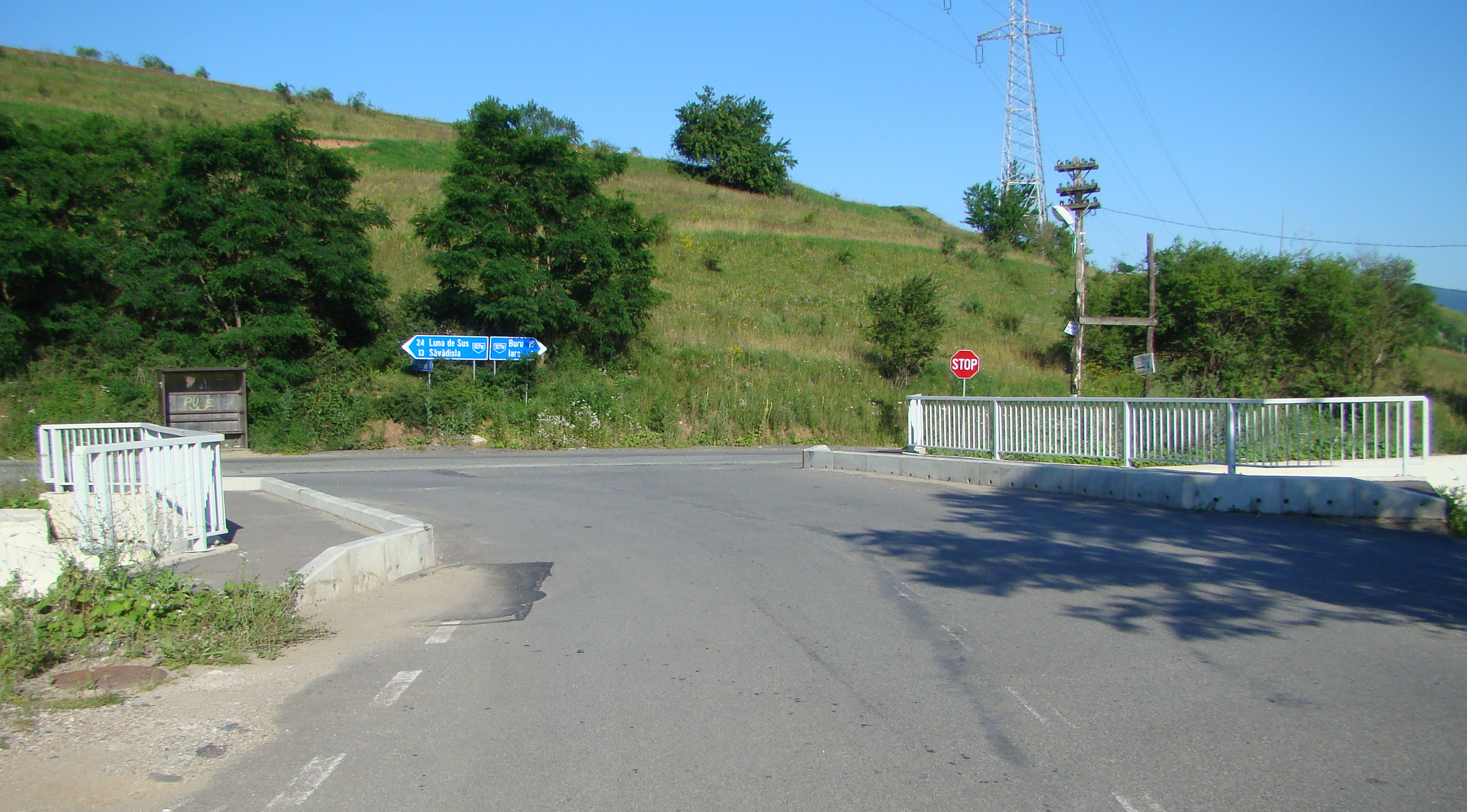
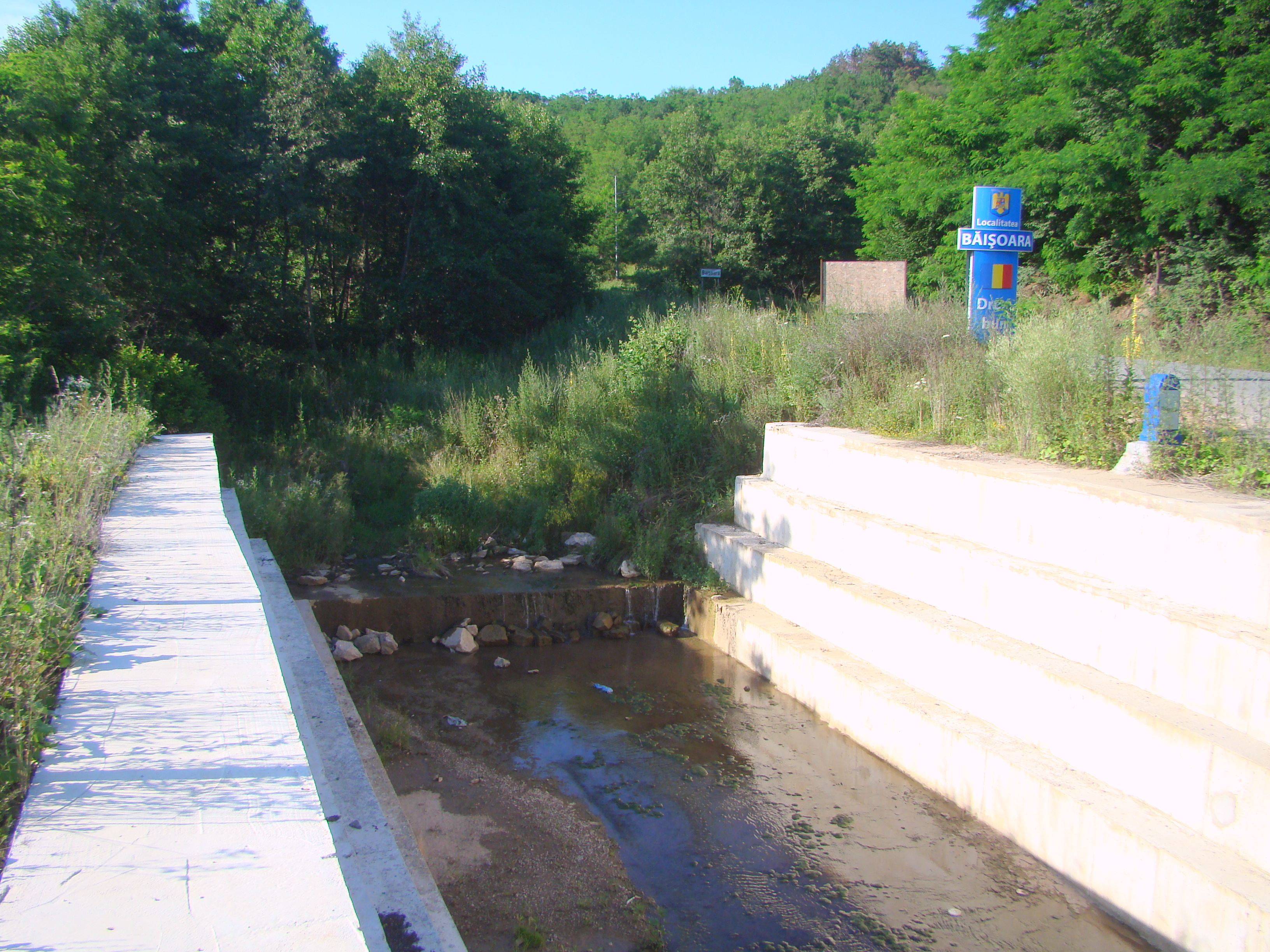
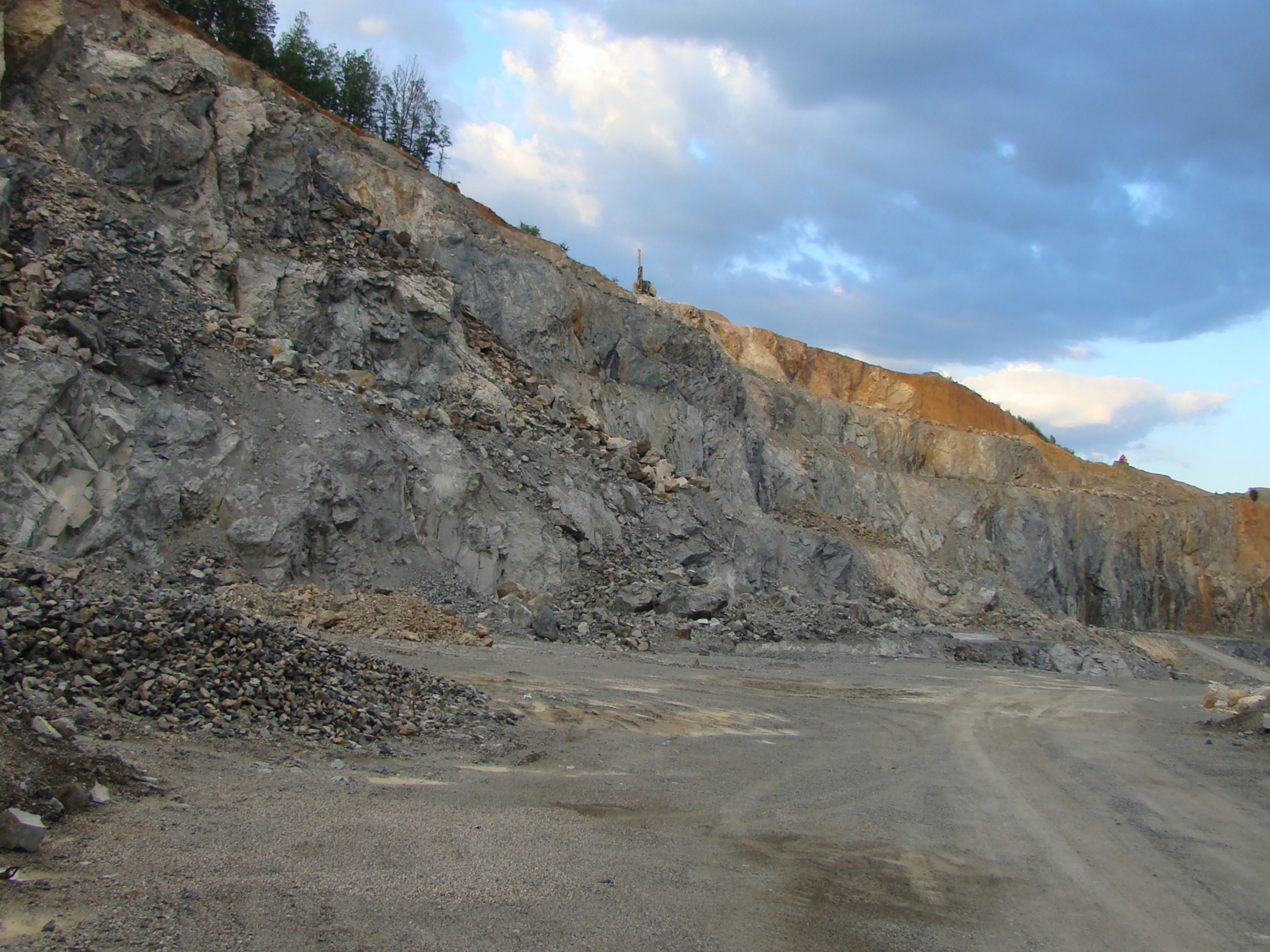
Cariera de dacit